# Rhammura crinicauda
Rhammura crinicauda är en stekelart som beskrevs av Günther Enderlein 1905. Rhammura crinicauda ingår i släktet Rhammura och familjen bracksteklar. Inga underarter finns listade i Catalogue of Life.